# Campeonato da NACAC de Corta-Mato de 2006
O Campeonato da NACAC de Corta-Mato de 2006 foi a 2ª edição da competição organizada pela NACAC no dia 11 de março de 2006. Teve como sede a cidade de Clermont, na Flórida, Estados Unidos, sendo disputadas 4 categorias entre sênior e júnior. Contou com a presença de 122 atletas de 12 nacionalidades, com destaque para o México com 6 medalhas no total, sendo 3 de ouro. 

## Medalhistas
Esses foram os resultados do campeonato. 
| Evento                         | Ouro                       | Ouro   | Prata                         | Prata  | Bronze                            | Bronze |
| ------------------------------ | -------------------------- | ------ | ----------------------------- | ------ | --------------------------------- | ------ |
| Sênior masculino 8 km          | Juan Luis Barrios · México | 25:17  | Alejandro Suárez · México     | 25:17  | Max King · Estados Unidos         | 25:49  |
| Sênior feminino 6 km           | Megan Metcalfe · Canadá    | 21:45  | María Elena Valencia · México | 21:55  | Rebecca Donaghue · Estados Unidos | 21:57  |
| Júnior masculino (Sub-20) 6 km | Diego Borrego · México     | 19:25  | Aaron Arias · México          | 19:30  | Landon Peacock · Estados Unidos   | 19:30  |
| Júnior feminino (Sub-20) 4 km  | Kate van Buskirk · Canadá  | 14:32  | Sheila Reid · Canadá          | 14:39  | Kauren Tarver · Estados Unidos    | 14:41  |
| Equipe                         |                            |        |                               |        |                                   |        |
| Sênior masculino               | México                     | 16 pts | Estados Unidos                | 31 pts | Guatemala                         | 48 pts |
| Sênior feminino                | Estados Unidos             | 18 pts | Canadá                        | 37 pts | Jamaica                           | 76 pts |
| Júnior masculino (Sub-20)      | Estados Unidos             | 22 pts | Canadá                        | 34 pts | Porto Rico                        | 73 pts |
| Júnior feminino (Sub-20)       | Estados Unidos             | 19 pts | Canadá                        | 22 pts | Jamaica                           | 61 pts |

## Quadro de medalhas
| Ordem | País           | Medalha de ouro | Medalha de prata | Medalha de bronze | Total |
| ----- | -------------- | --------------- | ---------------- | ----------------- | ----- |
| 1     | México         | 3               | 3                | 0                 | 6     |
| 2     | Estados Unidos | 3               | 1                | 4                 | 8     |
| 3     | Canadá         | 2               | 4                | 0                 | 6     |
| 4     | Jamaica        | 0               | 0                | 2                 | 2     |
| 5     | Guatemala      | 0               | 0                | 1                 | 1     |
| 5     | Porto Rico     | 0               | 0                | 1                 | 1     |
| Total | Total          | 8               | 8                | 8                 | 24    |

## Participação
Participaram da competição 122 atletas de 14 nacionalidade.
| - Bahamas (2) - Bermudas (1) - Canadá (22) - Costa Rica (2) - República Dominicana (4) | - Guatemala (10) - Jamaica (19) - Martinica (3) - México (12) - Porto Rico (21) | - Trinidad e Tobago (4) - Turcas e Caicos (1) - Estados Unidos (19) - Ilhas Virgens Americanas (2) |